# Promenade Orkest (Amsterdam)

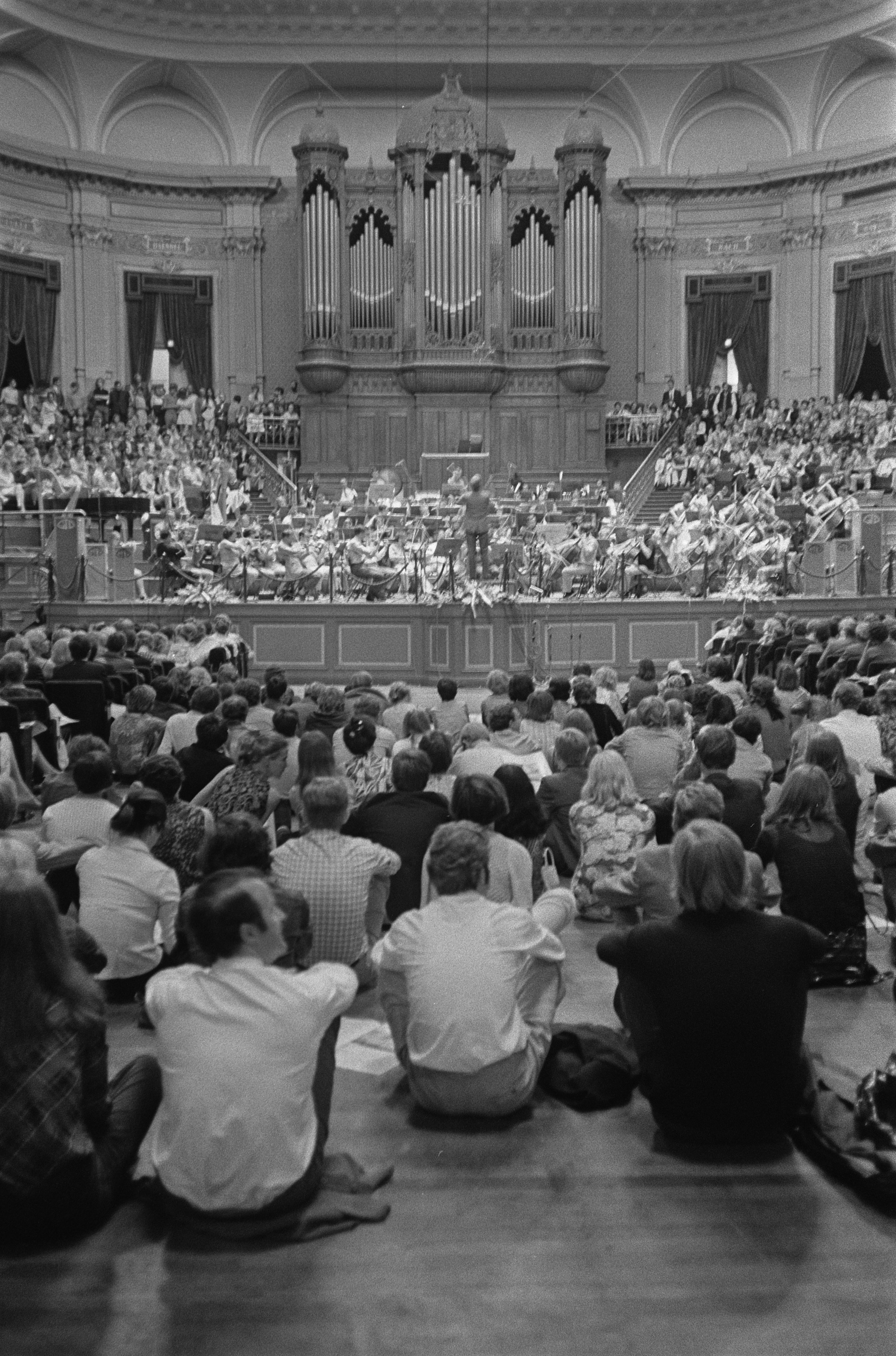
Het Promenade Orkest olv Gijsbert Nieuwland in 1970

Het Promenade Orkest (HPO) is een Nederlands symfonieorkest dat is voortgekomen uit het opgeheven Nederlands Promenade Orkest. 

## Historie
De geschiedenis van het Promenade Orkest begint met de oprichting van het Amsterdams Promenade Orkest in 1949. Later werd dit orkest het Nederlands Promenade Orkest (NPrO), dat bestond uit zo'n 55 musici die een aanstelling hadden op basis van de Sociale Werkvoorziening of als Melkertbaan. Naast koorbegeleidingen hield het NPrO zich ook bezig met educatieve concerten, Stadspas-concerten en educatieve projecten in samenwerking met conservatoria, medewerking aan televisieprogramma's (bv. Una Voce Particolare), soundtracks voor films in en promotieconcerten voor bedrijven. Vanaf 1998 was Jan Stulen artistiek leider en chef-dirigent. Daarvoor (vanaf 1990) was Ernst van Tiel chef-dirigent van het toen nog Amsterdams Promenade Orkest. In het voorjaar van 2004 werd het Nederlands Promenade orkest failliet verklaard. De orkestleden hadden de faillissementszaak aangespannen wegens achterstallig honorarium.
Na de opheffing besloot een aantal musici om een nieuw orkest op te richten dat zich met name zou (blijven) wijden aan het begeleiden van koren. Het repertoire bestaat uit barokmuziek, oratoria, opera en musical. De thuisbasis van het orkest is Muziekcentrum Noord in Amsterdam, maar het orkest speelt in principe (op bestelling) in heel Nederland. Het orkest heeft geen eigen dirigent meer, het orkest speelt onder leiding van de dirigent van het koor dat het orkest inhuurt.